# Тесменицкая, Софья Ильинична
София (Софья) Ильинична Тесменицкая (род. 26 июня 1995 года; Воронеж) — российская гимнастка и модель. Мастер спорта России международного класса.

## Биография
София с детства занималась художественной гимнастикой. В 2007 году вошла в состав молодежной сборной России. В 2008 году переехала в школу-интернат в городе Иваново, Россия. В 2010 году переехала в Москву в основную сборную России к тренеру Амине Зариповой. Впоследствии начала тренироваться в Новогорске (база для сборной России) в групповом упражнении. Принимала участие в таких соревнования как Гран-при, этапы кубка мира, и другие международные турниры Международная федерация гимнастики. Имеет звание мастера спорта международного класса. Серебряный призер чемпионата России[уточнить]. Бронзовый призёр этапа Кубка мира по художественной гимнастике в групповых упражнениях (Греция, 2011). Серебряный призер в многоборье, в упражнении с обручем в международном турнире Happy cup-2011.

## Карьера модели
В 2012 году закончила со спортом, поступила в Университет имени Лесгафта. С 2013 года начала модельную карьеру в Азии. В 2015 году подписала контракт с одним из ведущих модельных агентств в США, Wilhelmina models h. С феврале 2015 года стала эксклюзивной моделью для показа Calvin Klein на Fashion Week в Нью-Йорке , и Джил Сандер в Милане. Принимала участие в таких показах, как Chanel, Burberry, Givenchy,Céline, Yves Saint Laurent, Christian Dior и др.
Дважды вошла в список Top Newcomers, а также была в Hotlist по версии авторитетного сайта Models.com it:Models.com.
София является музой дома Hermès c 2017 года и лицом HERMES Twilly d’Hermès Eau Poivrée.